# 이휘지
이휘지(李徽之, 1715년 ~ 1785년)는 조선 후기의 문신이며, 정조 때 우의정을 지냈다. 자는 미경(美卿), 호는 노포(老圃)이다. 증조부는 영의정 이경여(李敬輿), 조부는 이조판서 이민서(李敏敘), 아버지는 좌의정 이관명(李觀命)이다.

## 생애
영조 때 승지가 되고, 동부승지, 대사간, 대사성을 거쳐 승문원부제조로 있다가 대사성, 이조참의를 거쳐 대사간, 대사성을 지낸 뒤 다시 승지와 이조참의를 두루 지내고 대사간에 이어 재상으로 승진해서 예조참판과 대사헌을 하며 동지경연사를 겸하고, 예조참판, 이조참판, 도승지, 대사간을 거쳐 대사헌, 홍문관제학을 하다 강화유수를 거쳐 대제학이 되고 교서관 제조를 하다 병조판서가 되었으며, 이후 대제학, 병조판서를 하며 세손을 잘 보필해 정조의 신임을 얻어 정조 때 국장도감제조를 거쳐 병조판서, 이조판서, 대제학, 예조판서, 형조판서를 거쳐 한성부판윤과 이조판서를 지내고 대제학과 병조판서를 거쳐 예문관제학이 되는데 곧 병조판서, 이조판서, 사헌부대사헌을 지낸다. 이후 대사헌, 공조판서, 병조판서를 두루 하다 대제학, 병조판서를 하며 제조를 겸했고, 이후 병조판서로 지경연사를 한다. 이후 홍문관제학, 병조판서, 판의금부사, 형조판서, 이조판서를 거쳐 평안도관찰사를 하다가 바로 정조의 신임으로 다시 대제학이 되고 곧 우의정에 이르렀다. 나중에 판중추부사로 치사한다. 시호는 문헌(文憲)이다.